# Брвеница (река)
Брвеница је река у јужној Србији, лева притока Ибра са којим улази у речни систем Западне Мораве.
Настаје спајањем Градачке и Крушевичке реке у месту Градац код истоименог манастира, на јужној страни планине Радочела. Градачка река извире испод узвишења Бисер вода, на висини од 1404 метра надморске висине, док Крушевичка река извире испод узвишења Диван. После проласка кроз место Брвеницу, река се улива у Ибар низводно од Рашке, код места Брвеник, испод истоимене средњовековне тврђаве. Дуга је 25,5 km, а слив јој обухвата 133 km². Изворишни део слива састављен је од палеозојских шкриљаца, а доњи од андезитско-трахитских стена. Долинска проширења и слив добро су насељени. Постојећа шума у сливу је скоро искрчена.